# Demonax lineatus
Demonax lineatus là một loài bọ cánh cứng trong họ Cerambycidae.